# موساشينو (طوكيو)

شعار مدينة موساشينو

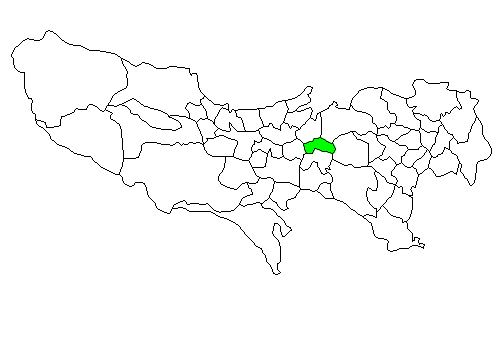
موقع مدينة موساشينو ضمن محافظة طوكيو

مدينة موساشينو (باليابانية: 武蔵野市 موساشينو-شي) هي مدينة تقع في محافظة طوكيو، اليابان.
في عام 2003، وصل التعداد السكاني للمدينة إلى 136,326 نسمة والكثافة السكانية 12,705.13 نسمة في الكيلومتر مربع، والمساحة الإجمالية 10.73 كم مربع. تم تأسيس المدينة في الثالث من نوفمبر 1947، تضم المدينة ثلاثة أحياء أشهرها حي كيتشيجوجي الذي يوجد فيه نبع نهر كاندا ضمن حديقة إنوكاشيرا.

## توأمة
لموساشينو (طوكيو) اتفاقيات توأمة مع:
- براشوف

## أعلام
- ياسو تاناكا
- أيانو كيشي
- موغيهيتو
- جين أكياما
- سسمو تشيبا
- يوشيمي تاكوشي

## وصلات خارجية
1. موقع مدينة موساشينو باللغة اليابانية